# Теперішево
Тепері́шево (рос. Теперишево, башк. Тәпәреш) — село у складі Чишминського району Башкортостану, Росія. Входить до складу Чувалкіповської сільської ради.
Населення — 437 осіб (2010; 468 у 2002).
Національний склад:
- татари — 93 %